# Tinospora cordifolia
Tinospora cordifolia là một loài thực vật có hoa trong họ Biển bức cát. Loài này được (Willd.) Miers miêu tả khoa học đầu tiên năm 1851.

## Hình ảnh

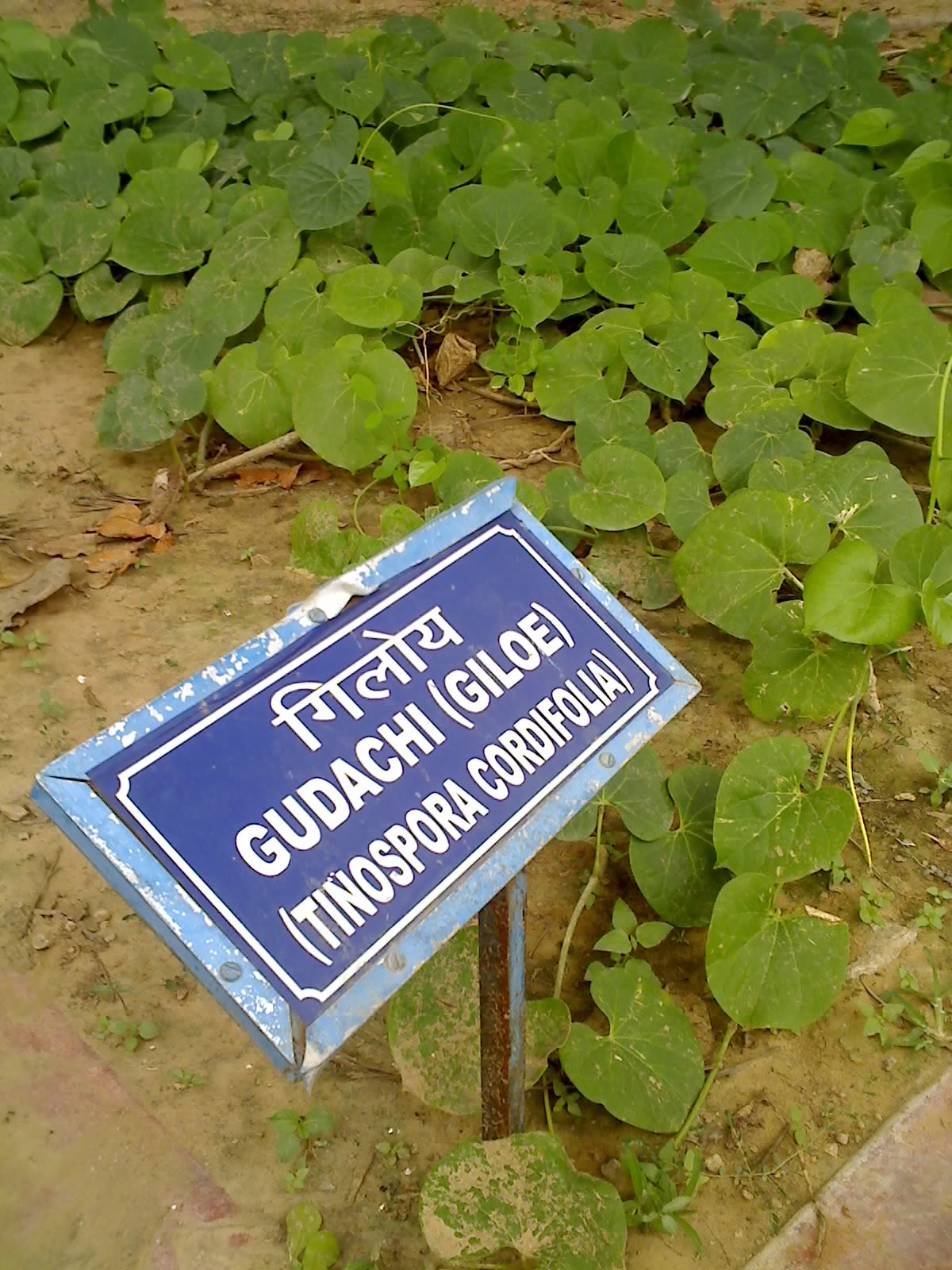
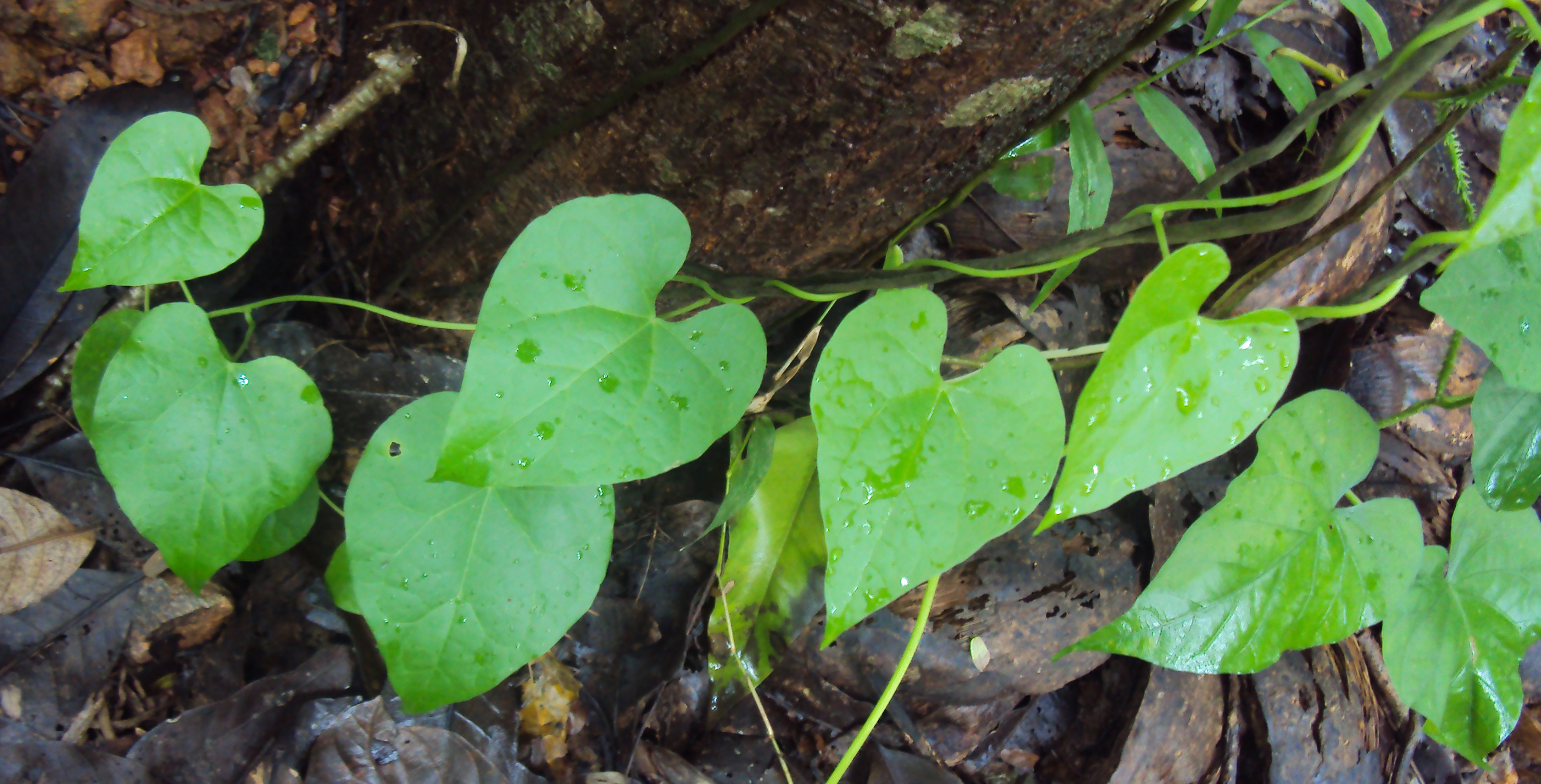
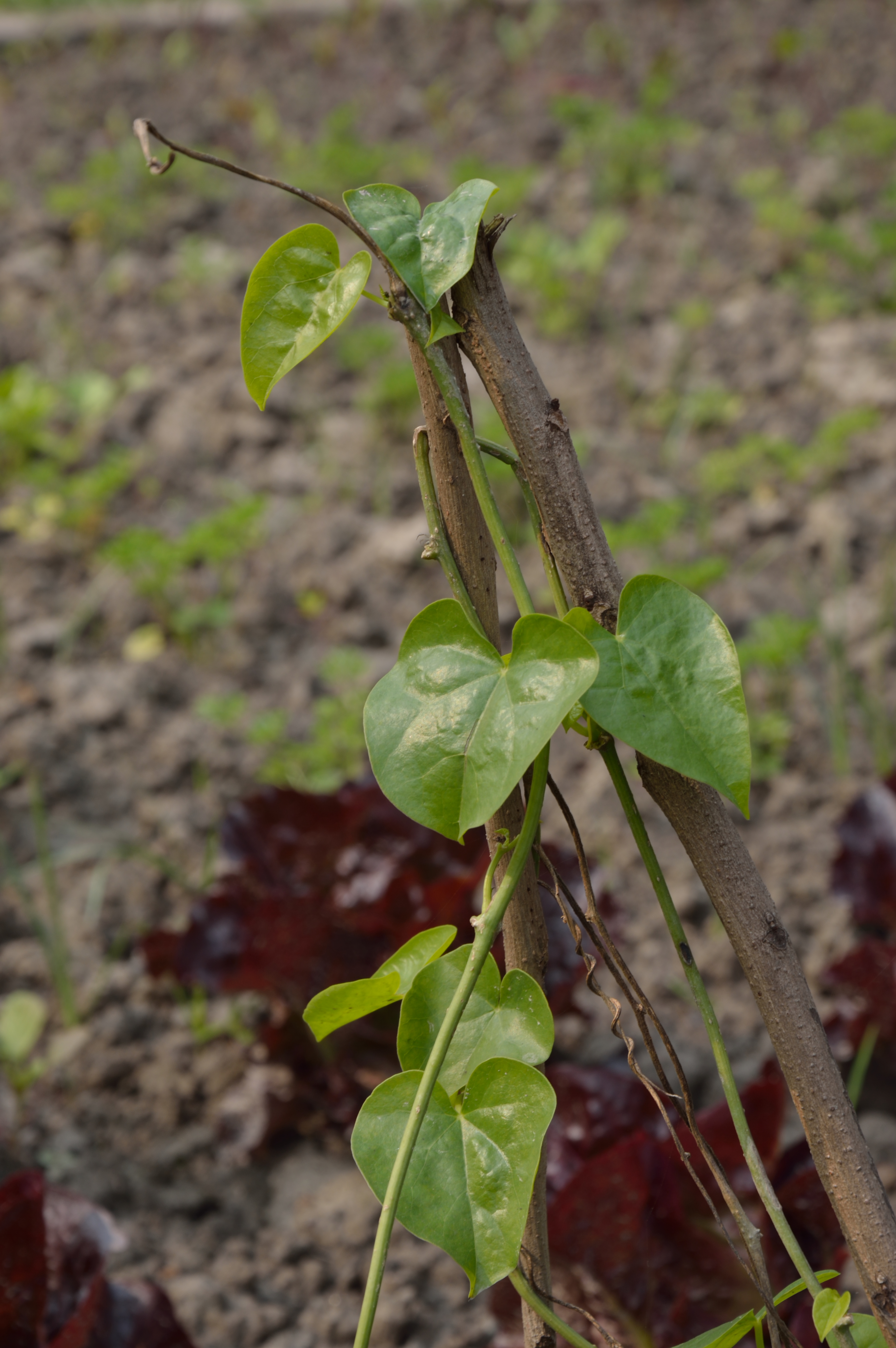
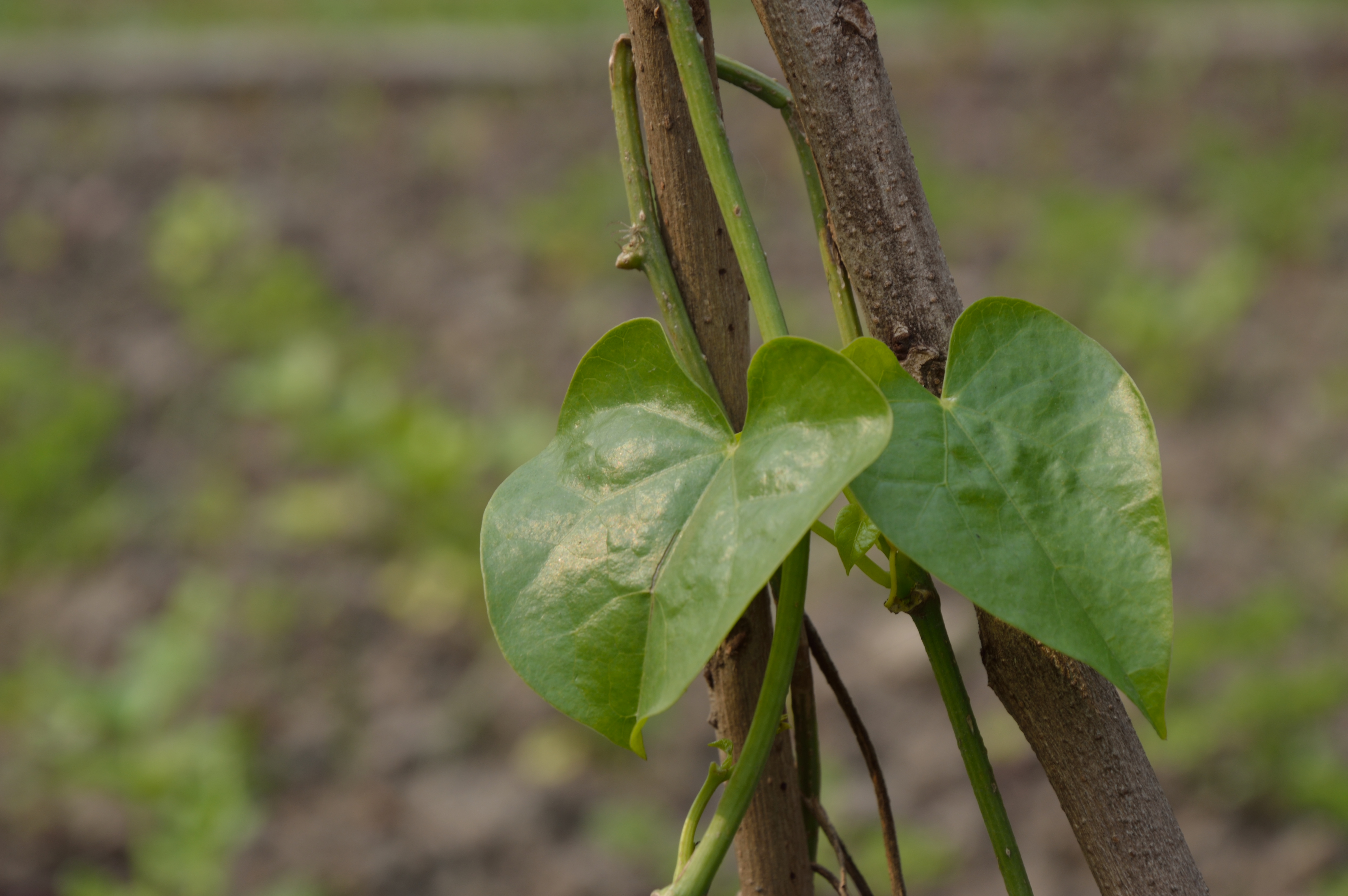